# Re Celeste

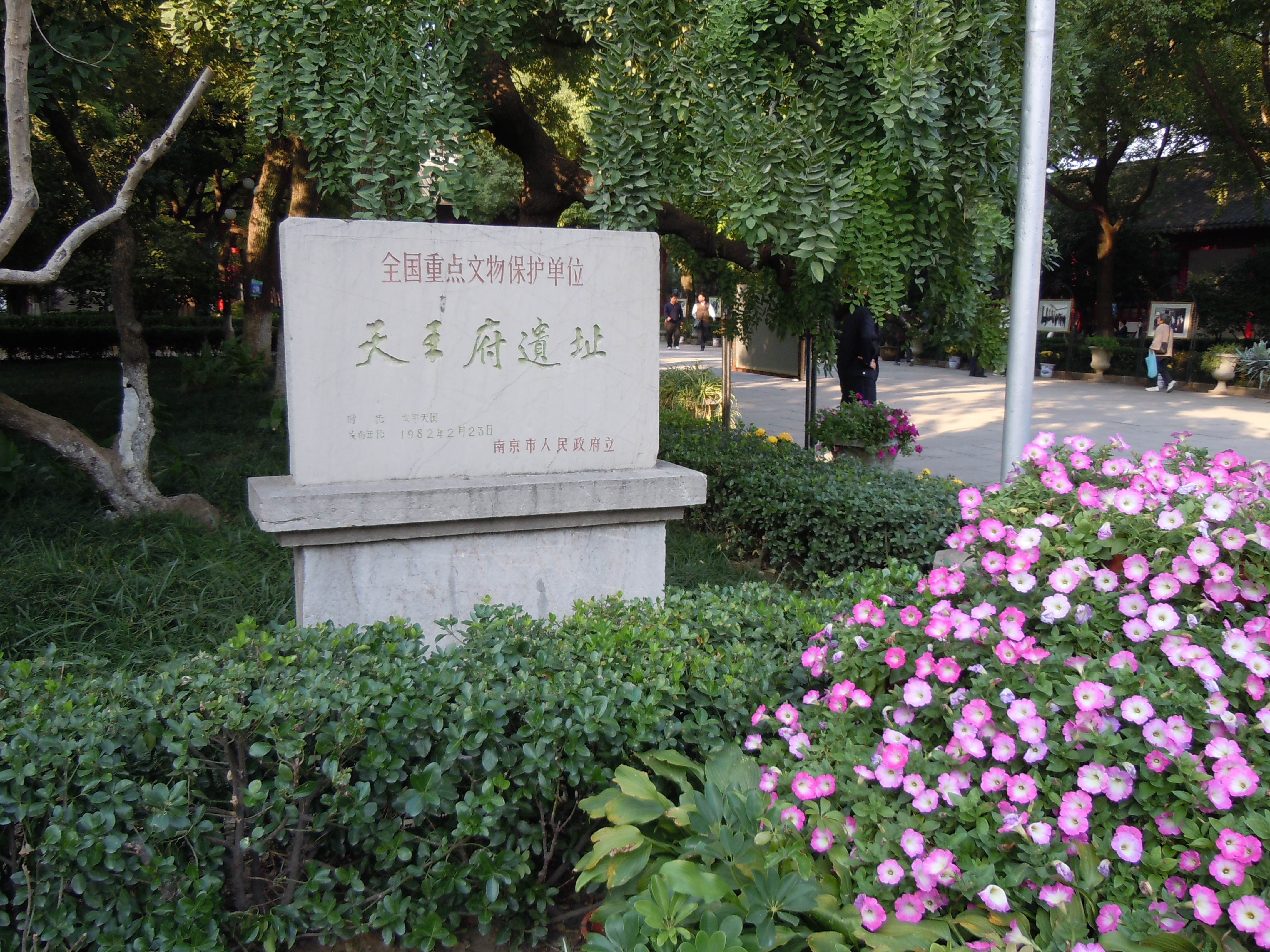
Testimonianza storica presso il Palazzo Presidenziale di Nanchino che menziona il titolo Re Celeste sull'insegna (cinese: 天王府遗址; lett. "Re Celeste, sede delle reliquie del governo")

Re Celeste o Tian Wang (天王S, Tiān WángP), tradotto anche come Principe Celeste, è un titolo cinese per varie divinità religiose, nonché una forma alternativa del termine Figlio del Cielo, riferito all'imperatore.
Il termine cinese per Re Celeste è composto da due caratteri cinesi: 天 (tiān), che significa "paradiso" o "cielo", e 王 (wáng), che potrebbe significare "re" o "principe" a seconda del contesto. Il termine è stato utilizzato in particolare nel suo significato più recente come titolo dei re del Regno Celeste di Taiping, ma è utilizzato anche in contesti religiosi (in particolare buddisti).

## Uso storico del titolo

### Periodo delle primavere e degli autunni
Nel periodo delle primavere e degli autunni, il termine Re Celeste era usato almeno in una certa misura per riferirsi ai re dei vari stati cinesi dell'epoca. Nella seconda pagina del primo testo degli Annali della Primavera e dell'Autunno, il termine Re Celeste è usato nella descrizione di come il Re di Zhou contribuì a pagare le spese funebri del figlio di un duca che era morto:

### Traduzione italiana
L'uso del Re Celeste in questo testo è analogo al termine Figlio del Cielo.

## Periodo dei Sedici Regni
Durante il periodo dei Sedici Regni, il termine Re Celeste era particolarmente comune per riferirsi ai monarchi degli stati cinesi. Alcuni esempi degni di nota affermano i cui re usarono questo termine includono:
- Periodo Han-Zhao: Jin Zhun, un parente consorte che prese il governo Han con un colpo di stato, si autoproclamò Re Celeste di Han nel 318.
- Successivamente Zhao: Shi Le si proclamò Re Celeste nel 330, mentre il suo lontano cugino Shi Hu si proclamò Reggente Re Celeste (cinese: 攝政天王; pinyin: shèzhèng tiānwáng) nel 334 prima di elevarsi a Re Celeste nel 337.
- Ran Wei: Ran Min si autoproclamò imperatore di Ran Wei, uno stato da lui creato nel 350. Tuttavia, fu onorato postumo come Re Celeste dall'ex Yan.[3]
- Ex Qin: Fu Jian, il terzo imperatore dell'ex Qin, si proclamò Re Celeste durante il suo regno, così come sua moglie divenne "Amante Celeste".[4]
- Zhai Wei: Zhai Liao, il fondatore di Zhai Wei, usò il titolo di Re Celeste. Anche il figlio di Zhai, Zhai Zhao, usò il titolo prima del crollo del suo stato.
- Liang successivo: Lü Guang si proclamò Re Celeste dopo la creazione dello stato di Liang successivo nel 396. Suo figlio Lü Shao usò il termine durante il suo breve regno nel 400, così come Lü Zuan, il figlio maggiore di Lü Guang e pretendente al trono, che prese il potere come ultimo leader dello stato fino al 401.[5]
- Qin successivo: Nel 399, Yao Xing cambiò il suo titolo da Imperatore a Re Celeste. Suo padre, Yao Chang, e suo figlio, Yao Hong, tuttavia, non usarono il termine.[6]
- Han successivo: Murong Sheng si proclamò Re celeste del cittadino comune (cinese: 庶人天王; pinyin: shùrén tiānwáng). Nel frattempo, Murong Xi usava il titolo di Re Celeste.[7]
- Han del Nord: Gao Yun, Feng Ba e Feng Hong si proclamarono tutti Re Celesti durante il loro regno come re dello Yan del Nord.[8]
- Helian Xia: Helian Bobo si proclamò Re Celeste quando fondò il suo stato di Xia nel 407.

## Dinastia Song
Durante la dinastia Song, il titolo di Re Celeste fu rivendicato da Yang Yao (楊幺T, 杨幺S, Yáng YāoP), un leader ribelle nella lotta contro il governo Song nell'Hunan. La carriera di Yang come leader antigovernativo iniziò durante la rivolta di Zhong Xiang nel 1130, dove prestò servizio come soldato contadino sotto la guida di Zhong Xiang. Yang aiutò ad occupare l'area del Lago Dongting nell'odierna provincia di Hunan con circa 80.000 altri soldati prima dell'arrivo delle forze Song. Dopo quattro attacchi successivi da parte dei Song contro le forze di opposizione nel 1132, Yao fu nominato leader principale dell'opposizione mentre l'ex leader Zhong Xiang mantenne il potere in un ruolo minore.
Come leader delle forze di opposizione, Yang si autoproclamò "Grande Saggio Re Celeste" (大聖天王T, 大圣天王S, dàshèng tiānwángP). Il mandato di Yang come Grande Saggio Re Celeste fu tuttavia di breve durata, durando solo tre anni. In seguito alla settima offensiva Song nel 1135, le difese ribelli intorno al lago Dongting furono rotte, portando alla distruzione del "regno" di Yang Yao e alla sua stessa morte.

## Regno Celeste di Taiping
L'uso storico più recente, nonché più noto, del titolo Re Celeste risale al dominio di Hong Xiuquan durante il Regno Celeste di Taiping. A differenza dei leader precedenti come quelli del periodo dei Sedici Regni, la logica dietro al proclamarsi re "celeste" è molto diversa. Le origini del Regno Celeste di Taiping erano profondamente radicate nel quasi-nazionalismo e nello zelo religioso, con Hong che aveva dichiarato di aver ricevuto ordini diretti da Dio di diventare re. Questo ragionamento alla base del diventare re portò Hong a credere di essere stato nominato per diventare un re celeste, cioè un re nominato direttamente dal cielo all'interno di un regno celeste nominato direttamente.
Sebbene il titolo di Re Celeste nell'ambito del Regno Celeste di Taiping sarebbe stato tramandato al figlio di Hong Xiuquan, Hong Tianguifu alla sua morte; Hong Tianguifu fu giustiziato poco dopo essere diventato re da adolescente, ponendo fine all'uso del titolo nell'ambito del Regno Celeste di Taiping.

## Usi in altri paesi
Al di fuori della Cina, il termine Re Celeste è stato talvolta usato come titolo per riferirsi a un re regnante o a un'entità divina. Due paesi che hanno fatto questo includono la Corea e il Vietnam, entrambi nella sfera di influenza culturale cinese, soprattutto storicamente. In Corea il termine è usato come titolo per Hwanung, il leggendario fondatore di Gojoseon, mentre in Vietnam è usato per riferirsi al mitico eroe popolare Thánh Gióng.

## Usi religiosi
Il termine Re Celeste è usato ancora oggi in un ambito limitato all'interno del buddismo cinese, con un significato molto più religioso rispetto alla maggior parte dei suoi usi come titolo. Un esempio del suo utilizzo è all'interno dei Quattro Re Celesti. I Quattro Re Celesti sono quattro dei buddisti, ognuno dei quali rappresenta una direzione cardinale. Essi sono Vaiśravaṇa (多闻天王S, Duōwén TiānwángP), Virūḍhaka (增長天王S, Zēngcháng TiānwángP), Dhṛtarāṣṭra (持国天王S, Chíguó TiānwángP) e Virūpākṣa (广目天王S, Guǎngmù TiānwángP).